# Volley Soverato 2022-2023
Questa voce raccoglie le informazioni riguardanti il Volley Soverato nelle competizioni ufficiali della stagione 2022-2023.

## Stagione
Nella stagione 2022-23 il Volley Soverato assume la denominazione sponsorizzata di Volley Soverato.
Partecipa per la tredicesima volta consecutiva al campionato di Serie A2 terminando il girone B della regular season al sesto posto in classifica; accede alla pool promozione dove giunge all'undicesimo posto in classifica.
A seguito del sesto posto in classifica al termine del girone di andata, si qualifica per la Coppa Italia di Serie A2 dove viene eliminato al primo turno dalla Futura Giovani.

## Organigramma societario
Area direttiva
- Presidente: Antonio Matozzo
- Vicepresidente: Antonietta Condò
- Direttore sportivo: Ilaria Matozzo
- Team manager: Francesco Matozzo

Area tecnica
- Allenatore: Luca Chiappini
- Allenatore in seconda: Luca Nanni (fino al 3 febbraio 2023), Marco Soffici (dal 1º febbraio 2023)
- Scount man: Roberto Colato

Area comunicazione
- Ufficio stampa: Saverio Maiolo
- Social media: Francesco Lupo, Antonio Paparazzo
- Grafica: Antonio Paparazzo
- Fotografo: Vincenzo Dominijanni, Fabio Lombardo

Area sanitaria
- Medico: Pietro Damiani
- Preparatore atletico: Francesco Fiorentino
- Fisioterapista: Luigi Crisciolo
- Massofisioterapista: Federica D'Agostino
- Nutrizionista: Gabriela Mazzia

## Rosa
| N° | Nome               | Ruolo | Data di nascita   | Nazionalità sportiva |
| -- | ------------------ | ----- | ----------------- | -------------------- |
| 1  | Emma Malinov       | P     | 9 maggio 2003     | Italia               |
| 4  | Courtney Schwan    | S     | 9 maggio 1996     | Stati Uniti          |
| 5  | Ilenia Cecchi      | C     | 1º agosto 1984    | Italia               |
| 6  | Federica Ferrario  | L     | 31 maggio 2001    | Italia               |
| 7  | Sofia Giambanco    | C     | 10 marzo 2004     | Italia               |
| 8  | Nicol Cherepova    | P     | 12 febbraio 2002  | Bulgaria             |
| 9  | Linda Giugovaz     | S     | 22 luglio 2000    | Italia               |
| 10 | Vittoria Zuliani   | S     | 29 febbraio 2004  | Italia               |
| 11 | Benedetta Salviato | L     | 9 gennaio 2004    | Italia               |
| 12 | Piia Korhonen      | O     | 12 gennaio 1997   | Finlandia            |
| 15 | Alessia Pomili     | C     | 21 ottobre 2000   | Italia               |
| 16 | Gaia Tolotti       | S     | 30 giugno 2003    | Italia               |
| 17 | Mariasofia Barbaro | S     | 17 settembre 2003 | Italia               |

## Mercato
| Acquisti | Acquisti           | Acquisti       | Acquisti   |
| R.       | Nome               | da             | Modalità   |
| -------- | ------------------ | -------------- | ---------- |
| S        | Mariasofia Barbaro | Argentario     | definitivo |
| C        | Ilenia Cecchi      | Assitec        | definitivo |
| P        | Nicol Cherepova    | Planet         | definitivo |
| C        | Sofia Giambanco    | Sicilia        | definitivo |
| S        | Linda Giugovaz     | Perugia        | definitivo |
| O        | Piia Korhonen      | Venelles       | definitivo |
| P        | Emma Malinov       | Lemen          | definitivo |
| C        | Alessia Pomili     | Clementina     | definitivo |
| L        | Benedetta Salviato | Modica         | definitivo |
| S        | Courtney Schwan    | Arīs Salonicco | definitivo |
| S        | Vittoria Zuliani   | Volleyrò       | definitivo |

| Cessioni | Cessioni            | Cessioni               | Cessioni   |
| R.       | Nome                | a                      | Modalità   |
| -------- | ------------------- | ---------------------- | ---------- |
| C        | Marlene Ascensao    | San Salvatore Telesino | definitivo |
| O        | Raquel Ascensao     | San Salvatore Telesino | definitivo |
| S        | Gaia Badalamenti    | Futura Giovani         | definitivo |
| S        | Simona Buffo        | Esperia                | definitivo |
| O        | Victoria Foucher    | Quimper                | definitivo |
| S        | Angela Gabbiadini   | Issa                   | definitivo |
| P        | Ludovica Mennecozzi | Esperia                | definitivo |
| C        | Alessia Pomili      | Offanengo              | definitivo |
| S        | Giorgia Quarchioni  | Helvia Recina          | definitivo |
| C        | Chiara Riparbelli   | Mondovì                | definitivo |
| P        | Francesca Saveriano | Clementina             | definitivo |
| C        | Sara Tajè           | Hermaea                | definitivo |

## Risultati

### Serie A2

#### Girone di andata
| 1ª Giornata - 23 ottobre 2022 PalaScoppa, Soverato                    | Soverato            | 3 - 2 | Sant'Anna            | 25-19, 22-25, 26-28, 25-12, 15-10 |
| 3ª Giornata - 6 novembre 2022 PalaScoppa, Soverato                    | Soverato            | 3 - 0 | Perugia              | 25-21, 25-12, 25-19               |
| 4ª Giornata - 9 novembre 2022 PalaBellina, Marsala                    | Marsala             | 0 - 3 | Soverato             | 20-25, 18-25, 12-25               |
| 5ª Giornata - 13 novembre 2022 PalaScoppa, Soverato                   | Soverato            | 0 - 3 | Roma Club            | 22-25, 15-25, 18-25               |
| 6ª Giornata - 20 novembre 2022 PalaIaquaniello, Sant'Elia Fiumerapido | Assitec             | 1 - 3 | Soverato             | 17-25, 17-25, 25-20, 22-25        |
| 7ª Giornata - 23 novembre 2022 PalaScoppa, Soverato                   | Soverato            | 2 - 3 | Talmassons           | 25-22, 23-25, 27-25, 21-25, 11-15 |
| 8ª Giornata - 27 novembre 2022 PalaScoppa, Soverato                   | Soverato            | 3 - 2 | Libertas Martignacco | 25-21, 26-24, 19-25, 18-25, 15-11 |
| 9ª Giornata - 4 dicembre 2022 Palasport Città di Vicenza, Vicenza     | Vicenza             | 1 - 3 | Soverato             | 29-31, 14-25, 25-20, 20-25        |
| 10ª Giornata - 11 dicembre 2022 PalaFerroli, San Bonifacio            | Montecchio Maggiore | 3 - 0 | Soverato             | 25-12, 25-20, 25-17               |
| 11ª Giornata - 18 dicembre 2022 PalaScoppa, Soverato                  | Soverato            | 1 - 3 | Adolfo Consolini     | 17-25, 17-25, 25-12, 15-25        |

#### Girone di ritorno
| 12ª Giornata - 26 dicembre 2022 Palestra UniMe, Messina                       | Sant'Anna            | 1 - 3 | Soverato            | 19-25, 25-20, 19-25, 29-31        |
| 14ª Giornata - 15 gennaio 2023 PalaPellini, Perugia                           | Perugia              | 3 - 0 | Soverato            | 25-21, 25-14, 25-18               |
| 15ª Giornata - 18 gennaio 2023 PalaScoppa, Soverato                           | Soverato             | 3 - 0 | Marsala             | 28-26, 25-16, 25-22               |
| 16ª Giornata - 22 gennaio 2023 Palazzetto dello Sport, Guidonia Montecelio    | Roma Club            | 3 - 1 | Soverato            | 25-19, 23-25, 25-17, 25-13        |
| 17ª Giornata - 5 febbraio 2023 PalaScoppa, Soverato                           | Soverato             | 3 - 0 | Assitec             | 26-24, 25-18, 25-14               |
| 18ª Giornata - 8 febbraio 2023 Palazzetto dello Sport, Latisana               | Talmassons           | 3 - 0 | Soverato            | 25-22, 25-19, 25-22               |
| 19ª Giornata - 12 febbraio 2023 Palazzetto dello Sport, Martignacco           | Libertas Martignacco | 3 - 1 | Soverato            | 22-25, 25-22, 25-17, 25-20        |
| 20ª Giornata - 19 febbraio 2023 PalaScoppa, Soverato                          | Soverato             | 3 - 0 | Vicenza             | 25-15, 25-23, 25-20               |
| 21ª Giornata - 26 febbraio 2023 PalaScoppa, Soverato                          | Soverato             | 2 - 3 | Montecchio Maggiore | 22-25, 25-21, 21-25, 25-22, 12-15 |
| 22ª Giornata - 5 marzo 2023 Palazzetto dello Sport, San Giovanni in Marignano | Adolfo Consolini     | 3 - 0 | Soverato            | 25-12, 25-22, 29-27               |

#### Pool promozione
| 1ª Giornata - 11 marzo 2023 PalaBorsani, Castellanza | Futura Giovani | 2 - 3 | Soverato          | 21-25, 15-25, 26-24, 25-19, 10-15 |
| 2ª Giornata - 18 marzo 2023 PalaManera, Mondovì      | Mondovì        | 3 - 1 | Soverato          | 25-19, 25-14, 22-25, 25-18        |
| 3ª Giornata - 26 marzo 2023 PalaScoppa, Soverato     | Soverato       | 3 - 2 | Millenium Brescia | 23-25, 25-23, 25-13, 21-25, 15-8  |
| 4ª Giornata - 2 aprile 2023 PalaScoppa, Soverato     | Soverato       | 1 - 3 | Trentino          | 20-25, 26-24, 28-30, 15-25        |
| 5ª Giornata - 8 aprile 2023 PalaPaganelli, Sassuolo  | Idea Sassuolo  | 3 - 1 | Soverato          | 25-23, 20-25, 25-18, 25-18        |
| 6ª Giornata - 15 aprile 2023 PalaScoppa, Soverato    | Soverato       | 3 - 0 | Hermaea           | 25-16, 25-19, 25-13               |

### Coppa Italia di Serie A2
| Ottavi di finale - 11 gennaio 2023 PalaBorsani, Castellanza | Futura Giovani | 3 - 0 | Soverato | 25-22, 25-17, 25-18 |

## Statistiche

### Statistiche di squadra
| Competizione             | Punti | In casa | In casa | In casa | In trasferta | In trasferta | In trasferta | Totale | Totale | Totale |
| Competizione             | Punti | G       | V       | P       | G            | V            | P            | G      | V      | P      |
| ------------------------ | ----- | ------- | ------- | ------- | ------------ | ------------ | ------------ | ------ | ------ | ------ |
| Serie A2                 | 40    | 13      | 8       | 5       | 13           | 5            | 8            | 26     | 13     | 13     |
| Coppa Italia di Serie A2 |       | 0       | 0       | 0       | 1            | 0            | 1            | 1      | 0      | 1      |
| Totale                   | -     | 13      | 8       | 5       | 14           | 5            | 9            | 27     | 13     | 14     |

G = partite giocate; V = partite vinte; P = partite perse 

### Statistiche dei giocatori
| Giocatore    | Serie A2 | Serie A2 | Serie A2 | Serie A2 | Serie A2 | Coppa Italia di Serie A2 | Coppa Italia di Serie A2 | Coppa Italia di Serie A2 | Coppa Italia di Serie A2 | Coppa Italia di Serie A2 | Totale | Totale | Totale | Totale | Totale |
| Giocatore    | P        | PT       | AV       | MV       | BV       | P                        | PT                       | AV                       | MV                       | BV                       | P      | PT     | AV     | MV     | BV     |
| ------------ | -------- | -------- | -------- | -------- | -------- | ------------------------ | ------------------------ | ------------------------ | ------------------------ | ------------------------ | ------ | ------ | ------ | ------ | ------ |
| M. Barbaro   | 13       | 8        | 6        | 2        | 0        | 0                        | 0                        | 0                        | 0                        | 0                        | 13     | 8      | 6      | 2      | 0      |
| I. Cecchi    | 25       | 186      | 140      | 33       | 13       | 1                        | 5                        | 2                        | 2                        | 1                        | 26     | 191    | 142    | 35     | 14     |
| N. Cherepova | 13       | 2        | 1        | 1        | 0        | 1                        | 0                        | 0                        | 0                        | 0                        | 14     | 2      | 1      | 1      | 0      |
| F. Ferrario  | 24       | 0        | 0        | 0        | 0        | 1                        | 0                        | 0                        | 0                        | 0                        | 25     | 0      | 0      | 0      | 0      |
| S. Giambanco | 14       | 36       | 17       | 18       | 1        | 1                        | 4                        | 1                        | 3                        | 0                        | 15     | 40     | 18     | 21     | 1      |
| L. Giugovaz  | 25       | 270      | 209      | 38       | 23       | 1                        | 10                       | 8                        | 2                        | 0                        | 26     | 280    | 217    | 40     | 23     |
| P. Korhonen  | 25       | 449      | 386      | 39       | 24       | 1                        | 9                        | 5                        | 1                        | 3                        | 26     | 458    | 391    | 40     | 27     |
| E. Malinov   | 25       | 32       | 20       | 6        | 6        | 1                        | 1                        | 1                        | 0                        | 0                        | 26     | 33     | 21     | 6      | 6      |
| A. Pomili    | 11       | 97       | 69       | 22       | 6        | -                        | -                        | -                        | -                        | -                        | 11     | 97     | 69     | 22     | 6      |
| B. Salviato  | 8        | 5        | 0        | 0        | 5        | -                        | -                        | -                        | -                        | -                        | 8      | 5      | 0      | 0      | 5      |
| C. Schwan    | 25       | 414      | 352      | 41       | 21       | 1                        | 9                        | 8                        | 1                        | 0                        | 26     | 423    | 360    | 42     | 21     |
| G. Tolotti   | 3        | 10       | 4        | 4        | 2        | -                        | -                        | -                        | -                        | -                        | 3      | 10     | 4      | 4      | 2      |
| V. Zuliani   | 19       | 18       | 5        | 1        | 12       | 0                        | 0                        | 0                        | 0                        | 0                        | 19     | 18     | 5      | 1      | 12     |

P = presenze; PT = punti totali; AV = attacchi vincenti; MV = muri vincenti; BV = battute vincenti